# Stratosféra
Stratosféra je vrstva atmosféry nacházející se ve výškách průměrně 10 až 50 km nad hladinou moře. Spodní hranice stratosféry kolísá podle zeměpisné šířky a vlastností vzduchové hmoty od 7 do 18 km. Stratosféra je od další vrstvy oddělena stratopauzou. Až do 30 km je v ní stálá teplota od −45 do −75 °C (podle zeměpisné šířky). Teplota ve stratosféře nelineárně vzrůstá, téměř k 0 °C.

## Ozónová vrstva
Vrstva stratosféry mezi 25 až 35 km se nazývá ozonová vrstva, protože obsahuje relativně vysokou koncentraci ozonu (O3).
Molekuly ozónu pohlcují krátkovlnné, především ultrafialové záření, které má zhoubný vliv na tkáně živých organismů. Díky ozónové vrstvě se k povrchu Země dostává jen asi 1 % ultrafialového záření přicházejícího ze Slunce. Ozónová vrstva se při tom zahřívá. Tím si vysvětlujeme zvýšenou teplotu v horní vrstvě stratosféry. Ozón vzniká tak, že fotony slunečního záření rozbijí běžné dvouatomové molekuly kyslíku (O2) a vzniklé kyslíkové radikály O• se slučují s molekulami O2 na molekuly O3.

## Jevy ve stratosféře

### Perleťové oblaky
Ve stratosféře lze pozorovat perleťové oblaky a vznikají zde vzdušné proudy o rychlosti až několika set kilometrů v hodině. 

### Sopečná mračna
Ve stratosféře téměř chybí vodní pára a prach pozemského původu, nicméně v případě energetických sopečných erupcí může nastat situace, že vznikne pyroklastické mračno stoupající desítky kilometrů nad zemský povrch, tedy dosahující až do stratosféry. V takovém případě je do stratosféry dodáno velké množství vodní páry, sopečného prachu a sopečných plynů, převážně oxid siřičitý (SO2) a sulfan (H2S). Vlivem silných větrů je pak materiál rychle rozprostřen z místa erupce, bodového zdroje, globálně, jako se tomu stalo například v roce 1982 při erupci sopky El Chichón a v roce 1991 při erupci sopky Pinatubo. Tehdy stačilo 22 dní na to, aby se vyvržený sopečný materiál rozšířil po celém světě. Tento materiál má pak významný dopad na klima v lokálním i globálním měřítku a může způsobovat jak ochlazení, tak i oteplení Země v závislosti na velikosti částic aerosolu a na konkrétním místě. Stratosféra se otepluje a troposféra se ochlazuje.
Zatímco sopečný prach je z atmosféry po několika dnech až týdnech odstraněn, oxid siřičitý a sulfan se zapojuje do chemických reakcí ve stratosféře a za spoluúčasti vodní páry se vytvářejí 1–2 μm drobné kapičky kyseliny sírové, takzvaný aerosol. Tyto drobné částice kyseliny sírové jsou schopny ve stratosféře přetrvávat po mnohem delší čas než prachové částice, okolo 2 až 3 let, a navíc oproti prachu mají až desetkrát větší schopnost blokovat dopadající sluneční záření. Přítomnost aerosolu kyseliny sírové tak zvyšuje odrazivost Země, tzv. albedo, což se projevuje tím, že se od částeček odráží mnohem více světelného záření zpět do kosmu. Tím zemský povrch nedostává obvyklý přísun energie, načež se ochlazuje. Již zmiňovaná erupce sopky Pinatubo v roce 1991 tak například způsobila celosvětový pokles průměrné teploty o 0,5 °C. Na druhou stranu, část dopadajícího záření je aerosolem zachycena, čímž dochází k zahřátí těchto kapiček a významnému ohřátí stratosféry.